# Louis-Jodel Chamblain
Louis-Jodel Chamblain (* 1953/1954) war der zweitranghöchste Führer der paramilitärischen Organisation FRAPH auf Haiti, die für zahlreiche Menschenrechtsverletzungen verantwortlich gemacht wird.
Chamblain verließ die Forces Armées d’Haïti Ende 1980 als Sergeant und tauchte 1993 wieder im FRAPH auf.
Nach dem Einmarsch amerikanischer Truppen in Haiti 1994 floh Chamblain zusammen mit Emmanuel Constant in die Dominikanische Republik, wo er in weiteren paramilitärischen Einheiten tätig war. Chamblain wurde in Abwesenheit für seine Beteiligung am Raboteau-Massaker und die Ermordung von Antoine Izméry, einem bekannten Geschäftsmann und Unterstützer von Jean-Bertrand Aristide verurteilt.
Im Februar 2004 kehrte Chamblain nach Haiti zurück, um an der Rebellion gegen Aristide teilzunehmen. Im April 2004 stellte sich Chamblain einem Gerichtsverfahren bezüglich der Ermordung von Antoine Izméry, in dem er freigesprochen wurde. Daraufhin wurde er im August 2005 aus dem Gefängnis entlassen.